# 霍华德站
霍华德站（英語：Howard station）是美国芝加哥地铁的一个车站。本站是紅綫的北部终点站和黃綫的东南部终点站。本站同时也是工作日離峰和周末時段紫綫的终点站。

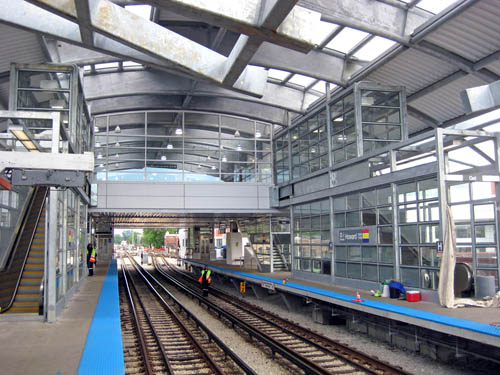
車站月台

本站位于芝加哥北保林納街7519号。